# Lama (budism)

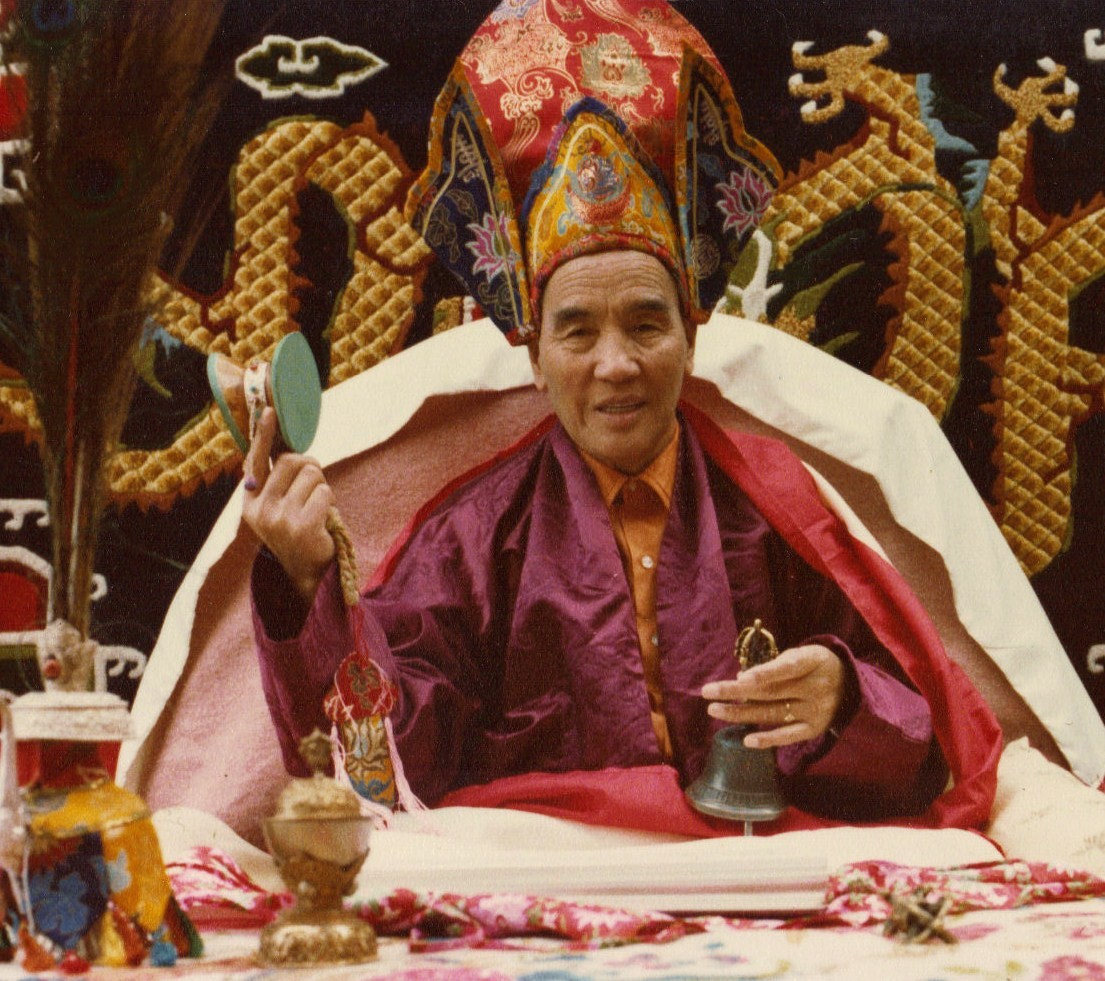
Un lama efectuând o ceremonie spirituală.

Un lama (tibetană:བླ་མeste =învățător) este un călugăr budist tibetan asemănător unui guru indian. Termenul de lama a apărut în secolul al VIII-lea și prima dată a fost atribuit unor învățători tibetani ai Vajrayanei, dar ulterior termenul a fost atribuit aproape tuturor călugărilor budiști tibetani. Printre lama se numără și Dalai Lama care este lama suprem și lider spiritual al scolii Gelug de budism tibetan.